# Castelao
Alfonso Daniel Manuel Rodríguez Castelao (Rianjo, 29 de enero de 1886-Buenos Aires, 7 de enero de 1950), conocido simplemente como Castelao, fue un narrador, ensayista, dramaturgo, dibujante, médico y político español. Está considerado uno de los padres del nacionalismo gallego.
Fue diputado en las Cortes de la Segunda República y tras la guerra civil española (1936-1939) formó parte del gobierno republicano en el exilio. Ocupando estas responsabilidades defendió un proyecto del estatuto de autonomía para Galicia, bajo una propuesta federal y plurinacional de España en la que se reconociese como naciones a Galicia, País Vasco y Cataluña. En 2011 la Junta de Galicia declaró su obra como bien de interés cultural inmaterial.

## Biografía

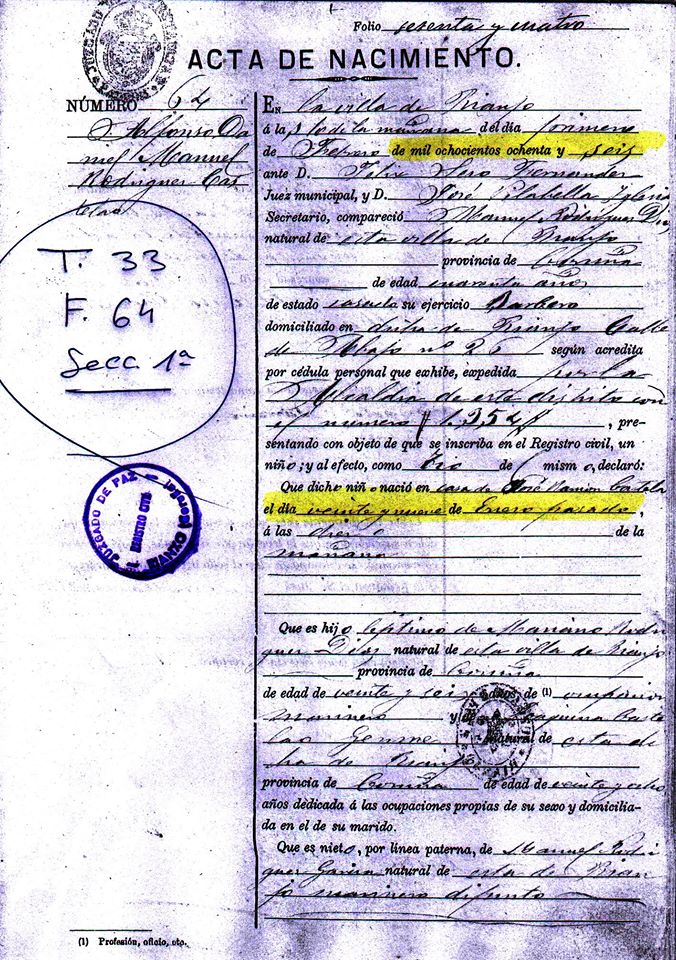
Acta de nacimiento de Castelao.

Nacido el 29 de enero de 1886, según consta en el Registro Civil de su localidad natal, aunque también se ha citado el 30 de enero, día del bautizo, en la villa gallega de Rianjo, era el primer hijo de Manuel Rodríguez Dios y de Joaquina Castelao Genme. Fue bautizado en la iglesia de Santa Comba, situada en la actual plaza de Manuel Antonio, en Rianjo. El padre emigró a Argentina a los tres meses del nacimiento de Daniel y en el transcurso de 1895 Joaquina emigró también, llevando al pequeño Alfonso Daniel, para ir a vivir con su marido en la localidad argentina de Bernasconi, en la provincia de La Pampa. Allí residió hasta 1900, y según contó el propio Castelao descubrió el valor de la caricatura leyendo el semanario Caras y Caretas. Ese año la familia decidió regresar a Galicia y Castelao se matriculó en el Instituto General y Técnico, en el bachiller de Artes y entre 1903 y 1909 cursó la carrera de Medicina en la Universidad de Santiago de Compostela.
Durante sus años en la universidad acrecienta su interés por el dibujo y la pintura y en especial por la caricatura. En 1908 y 1909 expone sus dibujos en Madrid en la exposición colectiva del Segundo y Tercer Salón Nacional de Humoristas y publica sus primeras caricaturas en Santiago y en la revista de Vigo Vida Gallega. En 1909 recibe la medalla de oro por su tríptico Unha festa na aldea en la Exposición Regional Gallega celebrada en Santiago. En este mismo año ilustra la novela La princesa del amor hermoso de Sofía Casanova, inaugurando con ello una nueva área de trabajo que seguirá desarrollando más adelante.

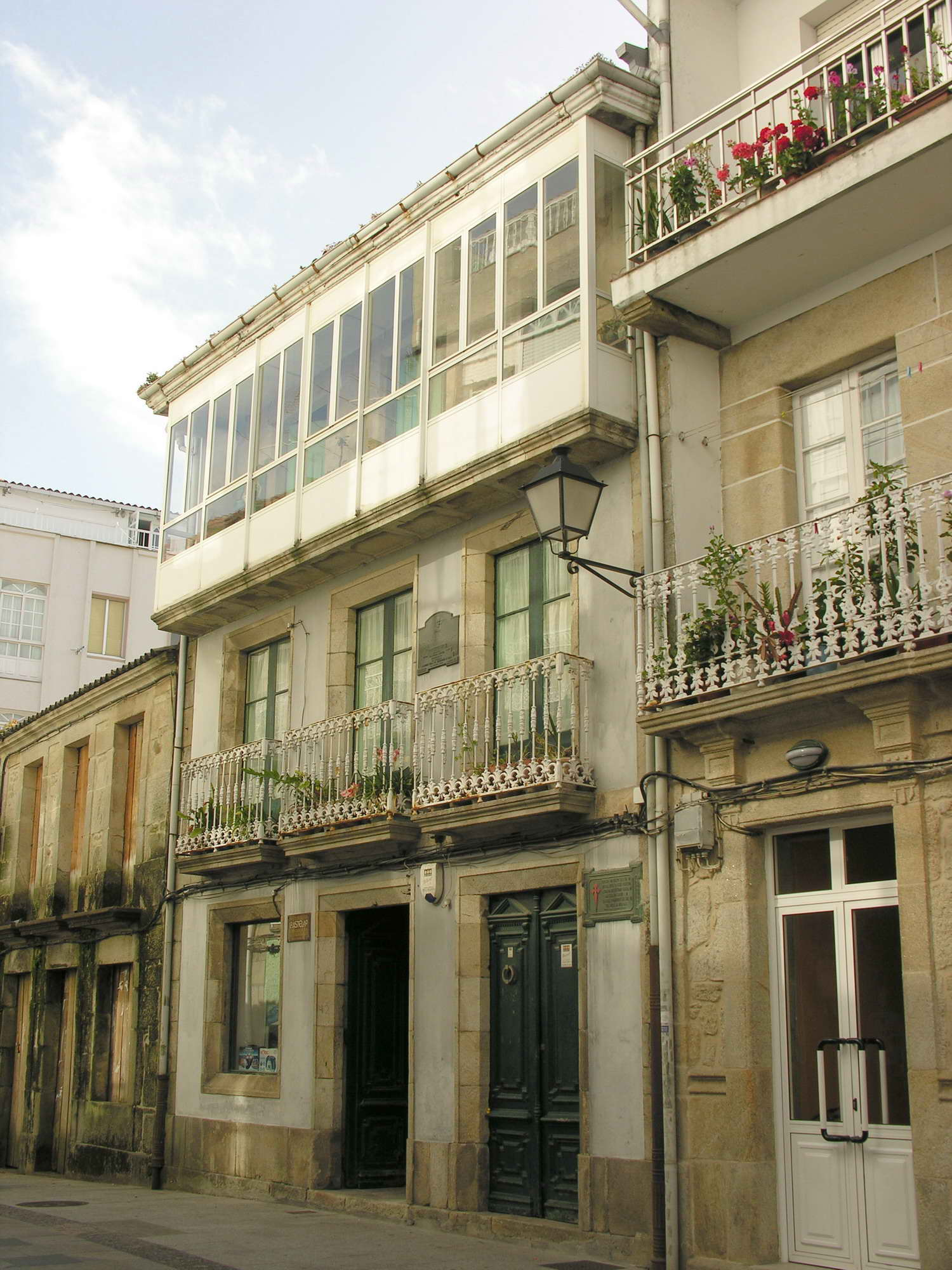
La casa de Castelao en Rianjo

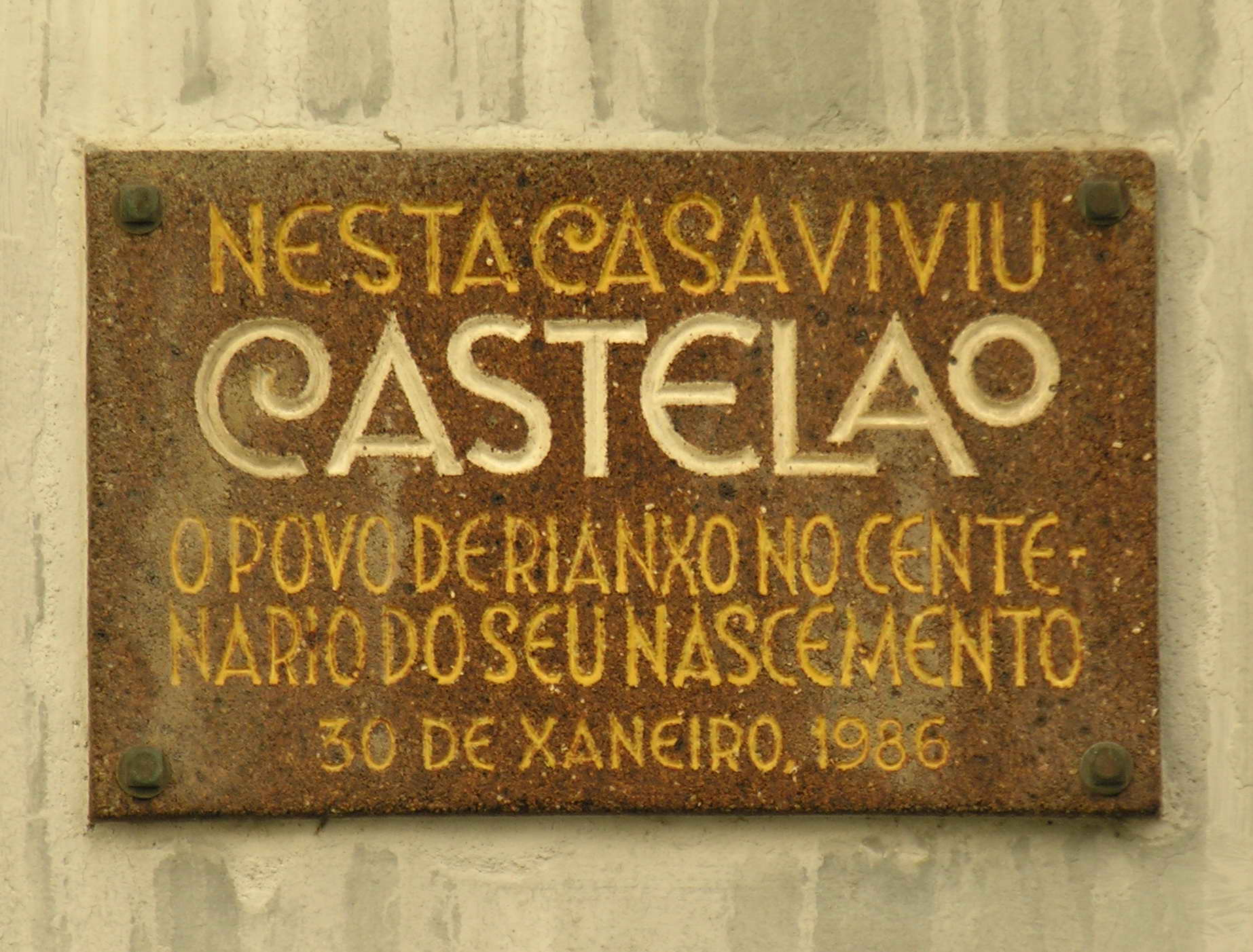
Inscripción en la casa

Entre 1909 y 1910 hace un curso de doctorado en Madrid y colabora además como ilustrador con El Cuento Semanal. En 1910 se especializa en Santiago en obstetricia y al terminar se instala en su Rianjo natal. Durante este período colaboró en la fundación del semanario El Barbero Municipal (1910-1914), en el que escribió atacando el régimen caciquil gallego, ingresando en la vida política local dentro del Partido Conservador local en una línea maurista.
Da su primera conferencia en marzo de 1911 en Vigo, hablando sobre la caricatura y a lo largo de los años siguientes realiza exposiciones de sus caricaturas en diversas ciudades gallegas. En 1912 se adhirió al movimiento agrario Acción Gallega, dirigido por Basilio Álvarez; y el 19 de octubre del mismo año se casó con Virxinia Pereira. Durante esta época colaboró en múltiples publicaciones periódicas, como El Liberal, El Gran Bufón, La Ilustración Gallega y Asturiana, Mi Tierra, Suevia y La Voz de Galicia de Buenos Aires, lo que ayudó a popularizar sus caricaturas.

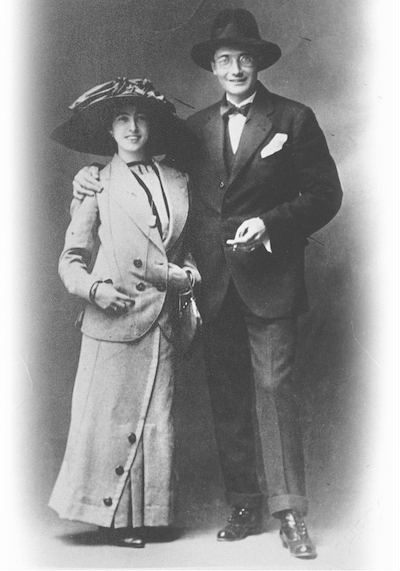
Boda de Virxinia Pereira y Castelao (1912)

Un desprendimiento de retina lo deja ciego en 1914; se recupera tras una operación pero la vista será un gran problema hasta su muerte. En 1915 participó en la Exposición de Bellas Artes de Madrid, en la que obtiene la 3.ª medalla por el tríptico Cuento de Ciegos.
 

En 1916 obtiene por oposición una plaza en la delegación de Pontevedra del Instituto Geográfico Estadístico, instalándose en la capital pontevedresa y en ese año fue uno de los fundadores de la agrupación local de las Irmandades da Fala. Obtiene además en ese año el cargo de profesor auxiliar de dibujo en el Instituto Nacional de 2.ª enseñanza de Pontevedra. En Pontevedra capital vivió durante veinte años, convirtiéndose en un pontevedrés de adopción. En 1918 comenzó a colaborar con el periódico madrileño El Sol.

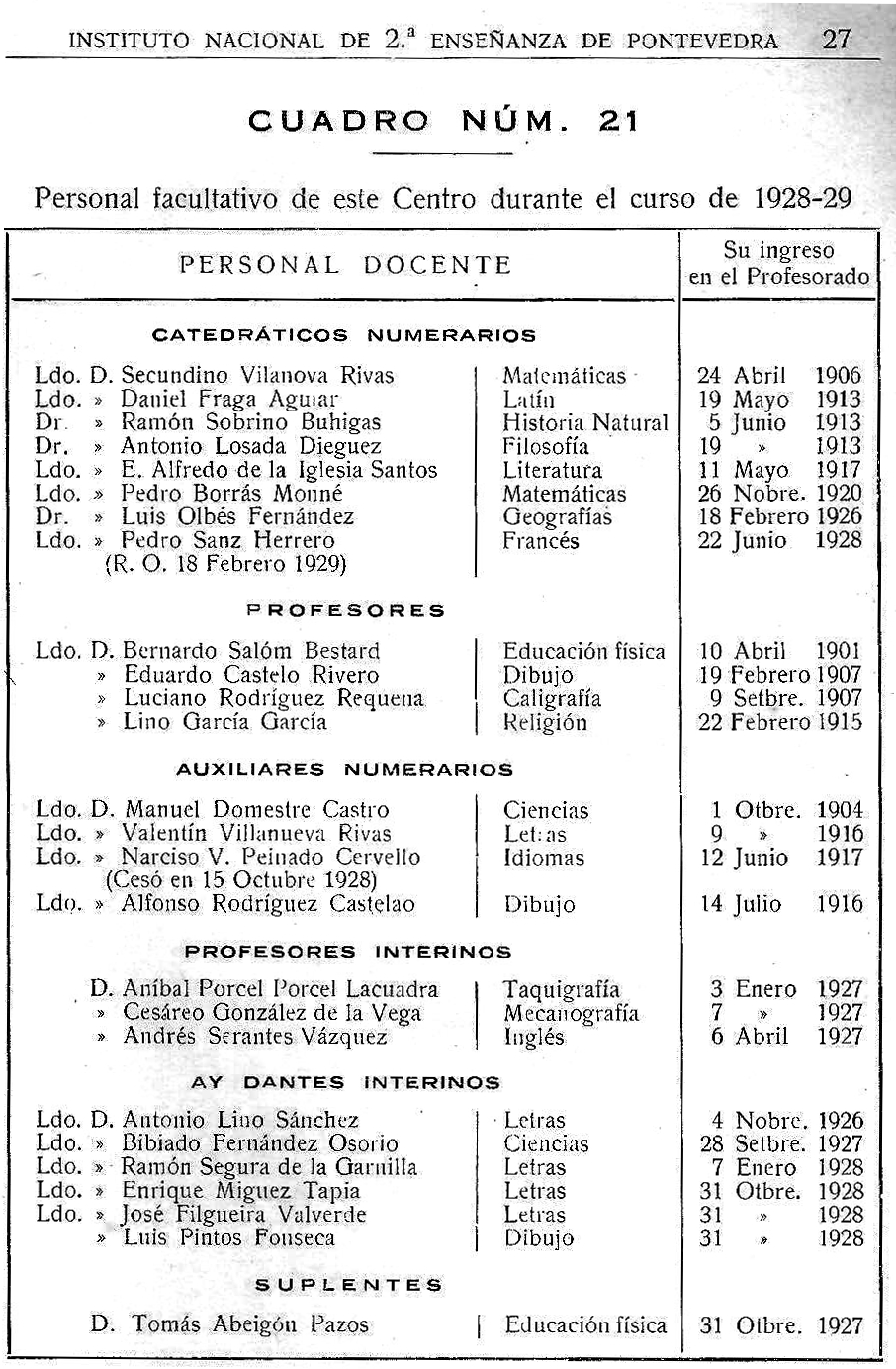
Profesores y asignaturas del curso académico 1928-1929 en el Instituto Valle-Inclán de Pontevedra, incluyendo a Castelao como profesor de dibujo.

Por iniciativa de Antón Losada Diéguez, Vicente Risco se encargó de la dirección literaria y propuso a Castelao la dirección artística de la revista Nós (Nosotros), alrededor de la cual brotó la vida política y cultural de Galicia entre 1920 y 1936. En enero de 1921, gracias a una beca de la Junta de Ampliación de Estudios, viajó a Francia, Bélgica y Alemania para estudiar el arte de estos países. Fruto de ese viaje fue el diario que escribió y que publicó parcialmente en la revista Nós y que apareció como libro en 1977 con el título de Diario 1921. En 1926 fue nombrado académico de número de la Real Academia Gallega.
El 3 de enero de 1928 murió su hijo Alfonso de catorce años, y en ese año marchó a Bretaña pensionado por la JAE con su mujer en viaje de estudios para estudiar los cruceros bretones que materializó en el libro As Cruces de Pedra na Bretaña (Las Cruces de Piedra en la Bretaña) en mayo de 1930. En 1929 Castelao fundó junto a Francisco Javier Sánchez Cantón y Juan Argenti Navajas, el primer patronato del Museo de Pontevedra y recompuso el crucero roto en varios pedazos que se colocó en la plaza de la Leña de esta ciudad en 1941. En 1931 resultó elegido diputado como galleguista independiente para las Cortes Constituyentes de la Segunda República y participó en la constitución del Partido Galeguista.
Miembro de la Real Academia Gallega desde 1933, Castelao, que tenía plaza de funcionario en Pontevedra en el Instituto Geográfico y de Estadística, fue destinado a Badajoz en noviembre de 1934 por el Gobierno de Lerroux; este cambio, punitivo y que le hizo perder su plaza de auxiliar de dibujo en un instituto, habría obedecido a los sucesos de octubre de 1934, aunque ni él ni su partido estuvieron involucrados. Durante su etapa en Extremadura —región donde encuentra un gran contraste con su tierra natal y que aborreció en su correspondencia, llegando a describirla como «el país más despreciable de España», palabras que se consideran fruto de su estancia allí contra su voluntad— escribió para A Nosa Terra una serie de artículos con el título de Verbas de chumbo (Palabras de plomo) que posteriormente integraría en Sempre en Galiza, además de analizar aspectos de Extremadura como su clima o la desigualdad existente entre ricos y pobres. El 6 de septiembre de 1935 se puso fin al destierro tras las gestiones del nuevo ministro de la Gobernación, Manuel Portela Valladares. En 1936 fue escogido de nuevo diputado en la candidatura del Frente Popular. Tomó parte de manera destacada en la campaña por el sí al Estatuto de Autonomía de Galicia, que fue aprobado en plebiscito el 28 de junio de 1936.
La sublevación militar que dio origen a la Guerra Civil le sorprendió en Madrid, instalándose en Valencia a finales de 1936 y posteriormente en Barcelona. En 1938 se exilió en Nueva York y participó en la campaña de las elecciones al Centro Gallego de La Habana.
En este periodo, y de manera paralela a su actividad política, continúa con su obra artística. En 1939 trabaja en el álbum Debuxos de Negros, una serie de dibujos que muestran escenas de la música, la cultura y la discriminación que sufría la gente de color, realizados en Cuba y en Nueva York. Fue nombrado presidente de honor de la Federación Mundial de Sociedades de Negros en reconocimiento a su lucha antirracista.
Finalmente, en julio de 1940 partió a Buenos Aires. Fue el máximo impulsor del Consejo de Galicia, creado en 1944 en Montevideo (Uruguay) y que pretendía agrupar a los diputados gallegos en el exilio, constituyéndose en representante de Galicia entre las instituciones republicanas en el exilio. Fue presidente del Consejo hasta su muerte. 
En el exilio Castelao rememoró así a su amada Pontevedra:
| Para sentir o orgullo de ser fillo da terra máis fermosa do mundo, eu rubo ao pinal de Matalobos, que está enriba da eirexa de Salcedo. Séntome nas pedras do valado, e chanto os ollos na ría que durme antre veigas e florestas. Asisto á transformación dun día de sol en noite de luar. Alí sinto como en ningures a necesidade cósmica da patria e sei que son un anaquiño de eternidade galega. ¡Meu Pontevedra! |

| Para sentir el orgullo de ser hijo de la tierra más hermosa del mundo, yo subo al pinar de Matalobos, que está por encima de la iglesia de Salcedo. Me siento en las piedras del vallado, y clavo los ojos en la ría que duerme entre vegas y florestas. Asisto a la transformación de un día de sol en noche de luz de luna. Allí siento como en ninguna parte la necesidad cósmica de la patria y sé que soy un trocito de eternidad gallega. ¡Mi Pontevedra! |

Fue ministro sin cartera del gobierno republicano en el exilio presidido por José Giral (1946-1947), estableciéndose en París, ciudad donde vivió hasta agosto de 1947.
Murió el 7 de enero de 1950 en el sanatorio del Centro Gallego de Buenos Aires, siendo enterrado el 9 de enero en el cementerio de la Chacarita. La Dirección General de Prensa del Gobierno de España despachó instrucciones a los medios acerca de cómo tratar la noticia:

Habiendo fallecido en Buenos Aires el político republicano y separatista gallego Alfonso Rodríguez Castelao se advierte lo siguiente:
La noticia de su muerte se dará en páginas interiores y a una columna.
Caso de insertar fotografía, esta no deberá ser de ningún acto político.
Se elogiarán únicamente del fallecido sus características de humorista, literato y caricaturista.
Se podrá destacar su personalidad política, siempre y cuando se mencione que aquella fue errada y que se espera de la misericordia de Dios el perdón de sus pecados.
De su actividad literaria y artística no se hará mención alguna del libro "Sempre en Galiza" ni de los álbumes de dibujos de la guerra civil.
Cualquier omisión de estas instrucciones dará lugar al correspondiente expediente.

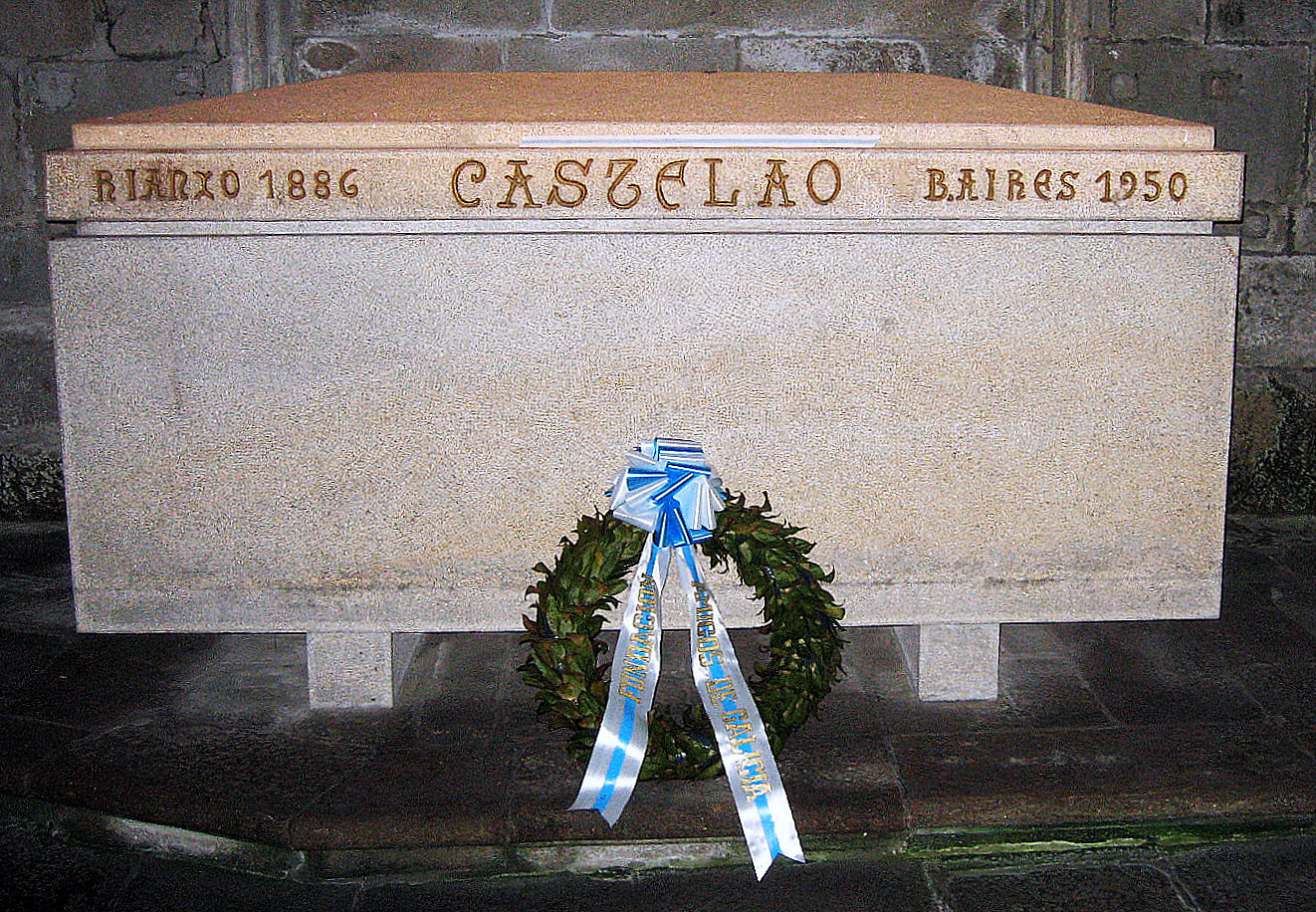
Tumba de Castelao en el Panteón de Gallegos Ilustres

Fue homenajeado con el segundo Día de las Letras Gallegas, en 1964. El 17 de agosto de 1983 se inauguró en Pontevedra el primer monumento erigido en Galicia en honor a Castelao. Sus restos fueron trasladados de nuevo a Galicia en 1984, y ahora descansan en el Panteón de Gallegos Ilustres, en el monasterio de Santo Domingo de Bonaval. En diciembre de 2011 la Junta de Galicia declaró su obra como bien de interés cultural inmaterial. La Real Academia Gallega de Bellas Artes le dedicó el Día de las Artes Gallegas 2016 por los «extraordinarios méritos artísticos» de su obra.

## Obra
Como escritor, Castelao comienza dedicándose a la narrativa, más tarde inicia su labor como ensayista y, por último, como dramaturgo. Su obra se caracteriza por la crítica social, el humor ácido, y el lirismo. Su prosa se caracteriza por la concisión y brevedad, eliminando todo lo innecesario.
El 31 de julio de 2008, el Consejo de la Junta de Galicia aprobó un convenio entre la Consejería de Cultura y la Fundación Castelao para la catalogación y digitalización de todos los textos, obras, discursos, cartas, fotografías, dibujos y cualquier material atribuido a Castelao disperso en diversos países en hemerotecas, organismos oficiales y colecciones públicas o privadas. La financiación aprobada fue de 300 000 euros con el objetivo de crear un fondo accesible al público en la Ciudad de la Cultura.
El coordinador del proyecto, Miguel Anxo Seixas Seoane, vicepresidente de la Fundación, estimó un total de unas 3000 obras a catalogar, para lo que se planificó un trabajo de dos años tanto en Galicia como en Madrid, Estados Unidos, Cuba, México o Argentina.

### Narrativa
Se inició en la narrativa con "relatos curtos" publicados en la prensa de la época a partir de 1919. En Cousas, Retrincos, Un ollo de vidro y Os dous de sempre establece un conjunto único en la narrativa gallega que culmina con la colección de ensayos Sempre en Galiza, conectando literatura, política y teoría del galleguismo. Su visión literaria intenta desmitificar los tópicos costumbristas con un humorismo sarcástico y, de vez en cuando, esperpéntico.
- Un ollo de vidro. Memorias dun esquelete  (1922). Editorial Galaxia, 1971. ISBN 978-92-0316-053-7
- Cousas (1926, 1929). Editorial Galaxia, 1999. ISBN 978-84-8288-312-0
- Os dous de sempre (1934). Editorial Galaxia, 2004. ISBN 978-84-8288-741-8
- Retrincos (1934). Editorial Galaxia, 2014. ISBN 978-84-8288-742-5

### Teatro

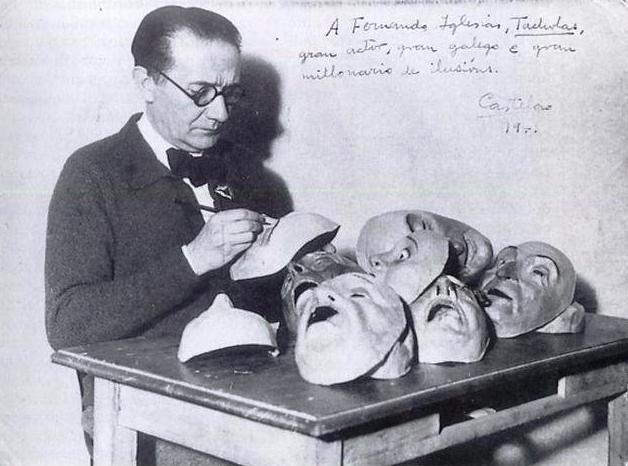
Castelao en Buenos Aires, en 1941, preparando las caretas para la representación de Os vellos non deben de namorarse.

Solo escribió una obra de teatro, titulada Os vellos non deben de namorarse (Los viejos no deben enamorarse), comedia que cuenta los amores tardíos de tres viejos con tres chicas jóvenes, y que incorporaba tendencias renovadoras del teatro europeo junto con la tradición popular gallega.
- Os vellos non deben de namorarse (representada en 1941, publicada en 1953). Editorial Galaxia, 2004. ISBN 978-84-8288-740-1

### Ensayo
La obra Sempre en Galiza es el ensayo más importante escrito por Castelao, obra hecha desde un punto de vista nacionalista. Por otra parte, As cruces de pedra na Bretaña y As cruces de pedra na Galiza tratan sobre el arte popular.
- Diario 1921 (1921). Editorial Galaxia, 1977. ISBN 978-84-7154-262-5
- As cruces de pedra na Bretaña (1930). Editorial Galaxia, 1992. ISBN 978-84-7154-856-6
- Sempre en Galiza (1944). Ediciones Akal, 1984. ISBN 978-84-7339-267-9
- As cruces de pedra na Galiza (1950). Ediciones Akal, 1990. ISBN 978-84-7600-557-6

### Dibujo

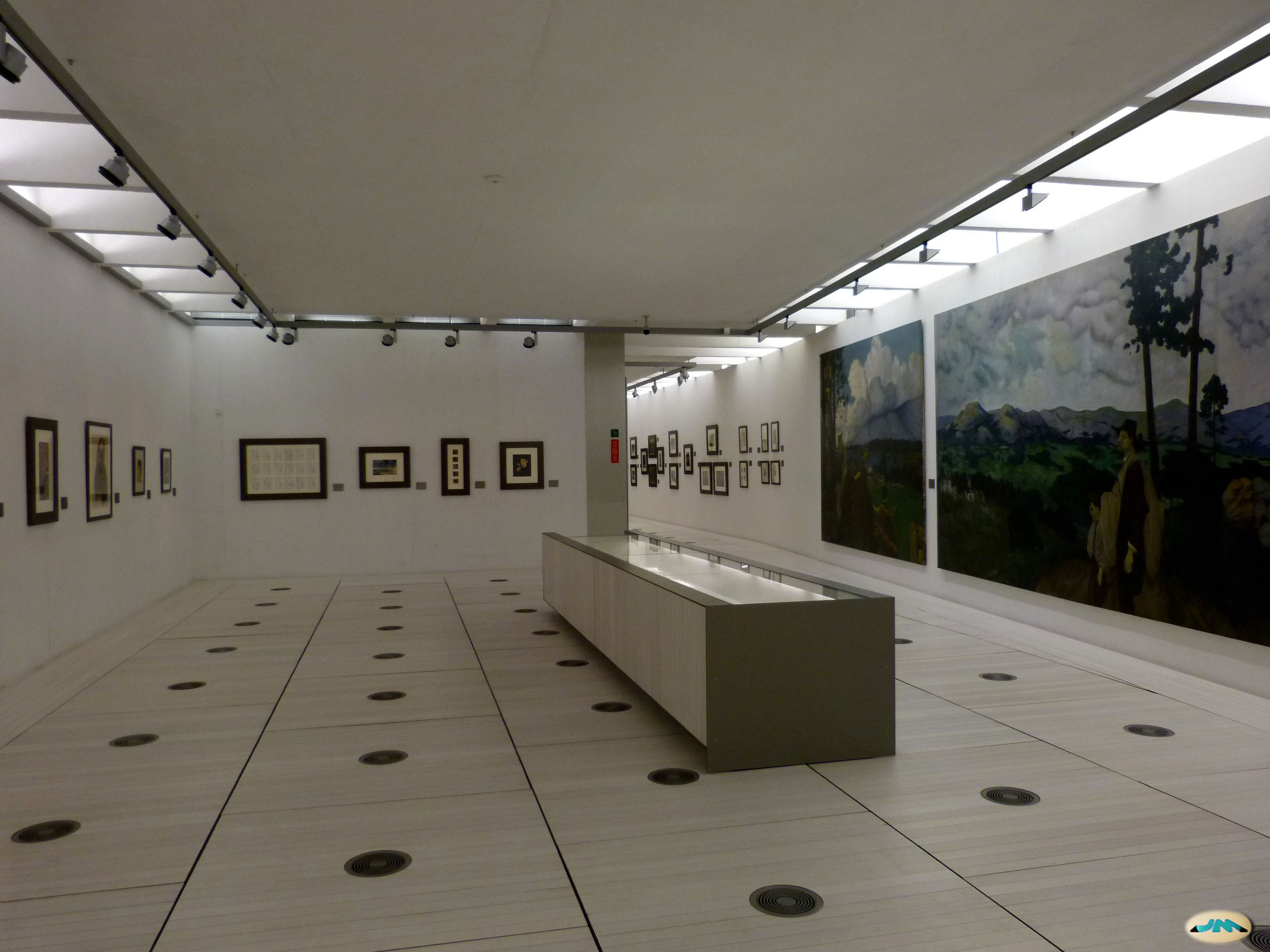
Sala Castelao en Museo de Pontevedra

#### Técnica
La técnica de sus ilustraciones es variada, persiguiendo múltiples influencias que dependen de la fase o etapa en la que se encontrara su producción. Es así como se pueden apreciar referencias a diferentes artistas como el caricaturista noruego Olaf Gulbransson o al decimonónico Heinrich Heine. Al mismo tiempo fue una guía para su obra su viaje por América o influencias más orientales debido a su conocimiento de las estampas japonesas. Sin embargo, también se aprecia una gran admiración por las tendencias costumbristas, experimentando tanto con alusiones modernistas como con otras más goyescas y folclóricas combinando la palabra y el dibujo, es decir, los elementos tanto gráficos como lingüísticos en un proceso de arte simbiótico.
Sus dibujos, complementados con textos agudos, nos muestran la Galicia agraria y el caciquismo. Representados por personajes populares, labriegos y marineros, ciegos y desamparados, las ilustraciones transmiten el sufrimiento que estos padecen, todo esto bajo un punto de vista crítico y realista pero con un fino toque humorista.
Su habilidad y dominio de diferentes soportes, recursos y materiales queda reflejado desde el inicio de su bagaje artístico visual hasta el final de su vida en la que dejó constancia de la destreza en el uso tanto de la tinta, óleo, grabado, acuarela o dibujo a lápiz en diferentes formatos. Perseguiría la sencillez y la esquematización de las composiciones sin dejar de lado el compromiso de sus temas en los que el cometido comunicativo y de transmisión de ideas será fundamental. La tinta negra sobre el papel es una de las más recurrentes tal y como se puede apreciar en ejemplos como Alba de Gloria con trazos lineales muy finos que contrastan con otros como la técnica de la aguada en las láminas del Album Nós, en las cuales se consigue diferentes sombrados entre los claros y los oscuros con un mismo tono.
| Título                                                    | Técnica           | Localización                        | Año       |
| --------------------------------------------------------- | ----------------- | ----------------------------------- | --------- |
| Consello de pai                                           | Papel/ Mixta      | Colección Museo de Pontevedra       | ca. 1914  |
| Lámina 42, "Os cegos ainda viven da caridade" (Álbum Nós) | Aguada            | Real Academia Galega de Belas Artes | 1931      |
| La vuelta de Don Francisco                                | Óleo/ Tela        | Colección de Arte Afundación        | 1916      |
| Autocaricatura                                            | Tinta sobre papel | Real Academia Galega de Belas Artes | 1914      |
| Mosteiro de Acibeiro                                      | Carboncillo       | Colección Museo de Pontevedra       | 1924      |
| Home tocando a gaite                                      | Lápiz             | Colección Museo de Pontevedra       | 1916-1936 |

#### Fases o etapas
La producción pástico-visual de la obra pictórica de Castelao se encuadraría dentro de la que se considera como la primera etapa del humor gráfico gallego, comprendida entre 1909 y 1936. Este periodo daría comienzo gracias a la publicación Vida Gallega en la ciudad de Vigo en 1909 donde, precisamente, el propio Castelao colaboraría como caricaturista. Recibe este término de edad de oro ya que estaría incipientemente influenciado por las caricaturas modernistas de las corrientes europeas, siguiendo el modelo de la revista alemana Simplicissimus, en la que participaba el citado Gulbransson entre otros como Ben Heine, George Groszo o Blix. Tras su participación en esta publicación le seguirían otras como en el diario Galicia o en el Faro de Vigo. Su trabajo causó atracción por muchos otros artistas gallegos que comenzaron a replicar sus caricaturas incorporando tanto textos en gallego como en castellano. Entre ellos se encuentran Carlos Maside, Álvaro Cebreiro o Ignacio Vidales Tomé. Sin embargo, tras esta áurea etapa artística le seguirían las denominadas como décadas oscuras en las que se suspendió este flujo creativo que se había organizado como una escuela artística con el estallido de la Guerra Civil. Habría que esperar a la década de los setenta para resurgir una nueva corriente.
A su vez, dentro de esta primera etapa del humor gráfico gallego, se podría concretar en diferentes periodos su producción personal. La primera, con tendencias modernistas iría hasta 1916, a la que le seguiría una que, como se ha reflejado, tendería hacia el modernismo y que duraría hasta 1936. Tras ella, finalmente se encontraría el último periodo hasta su muerte en 1950 de corte expresionista y con un radical posicionamiento político fruto de las circunstancias que experimentó con su exilio. Sin embargo, otros autores prefieren categorizar sus dibujos siguiendo la preponderancia de los temas a tratar. Así se encontraría una etapa de juventud con la elección de temas humorísticos, otra de compromiso sociológico y una última sobre la Guerra Civil con un fuerte compromiso político.

#### Temática

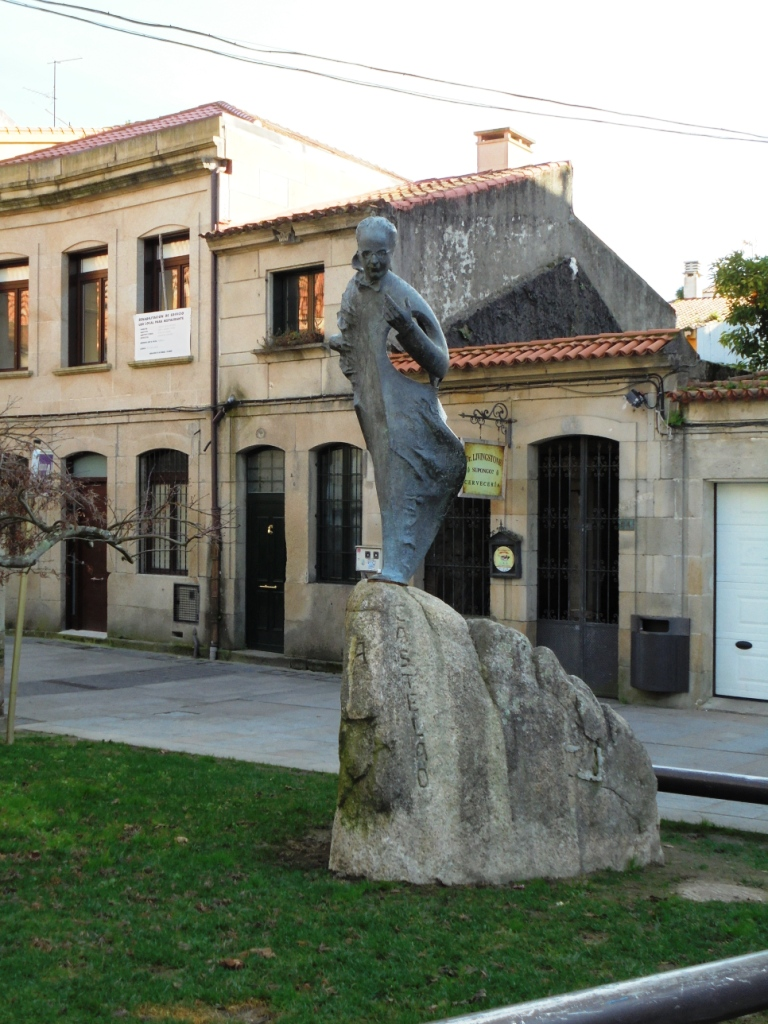
Monumento a Castelao en Pontevedra

Su obra, como se ha señalado, es un compendio heterogéneo de composiciones a través de la participación activa en múltiples diarios y proyectos tales como A Nosa Terra, El Liberal o El Sol, entre otros. El cometido principal fue el de comunicar y propulsar un discurso político en torno a la memoria, identidad y singularidad del pueblo gallego. Para ello empleó una serie de recursos temáticos recurrentes, en los cuales el humor sería la piedra angular de todos ellos. En estas líneas discursivas se volcaron tanto sus experiencias personales como su compromiso con la causa política. Sus creaciones serían acogidas y publicadas por diferentes entidades entre las que destacan editoriales de renombre como A Real Academia Galega, el Seminario de Estudos Galegos o Céltiga. 
- Humor. El estudio teórico del humorismo en la obra de Castelao es uno de los temas más profusos en el análisis de esta materia puesto que se podría decir que es la piedra a angular de la gran mayoría de sus composiciones. Participaría en encuentro y certámenes donde este recurso era el elemento central de como aconteció en 1908 en Madrid cuando se presentó al II Salón de Humoristas, también llamado Salón de la Exposición de Caricaturas, al que envía obras como Matando… el tiempo.[51] La aprehensión de lo contradictorio es el elemento más recurrente en su humor, planteando divergencias opinativas en cuanto a juicios refrendados por la mayor parte de la sociedad de su época. Se puede establecer un paralelismo entre el recurso humorístico de Castelao con el de otros artistas como puede ser el caso del escritor estadounidense Mark Twain (Samuel Langhorne Clemens), puesto que como se recoge en el epígrafe de Un ollo de vidro, todo humor auténtico emanaría de un profundo dolor.[52]

 Parece que eu non son amigo de rir, e trabucado estará quen tal pense. Eu ben quixera que o meu ente rise con isa risa dos meniños, dos bos, dos sans e de dos felices; mais coma humorista galego, fondamente e sinceremente galego, teño que afogar as miñas risas diande dunha verdade que chora.

De su tono humorístico concluirían mensajes mucho más profundos y por tanto, ha de presentársele como un humorista responsable y comprometido. Quería presentarlo como un elemento cotidiano en sus personajes a través de ironías y sinsentidos con los que denunciar las injusticias y desigualdades. Su humor estaba sometido a una ideología concreta. Así mismo, el humor de sus pinturas también fueron empleadas como un esbozo en la presentación de la sociedad, y especialmente del hombre, tradicional de la cultura gallega. Esto se puede apreciar en el recurso de la retranca en Cousas da vida.

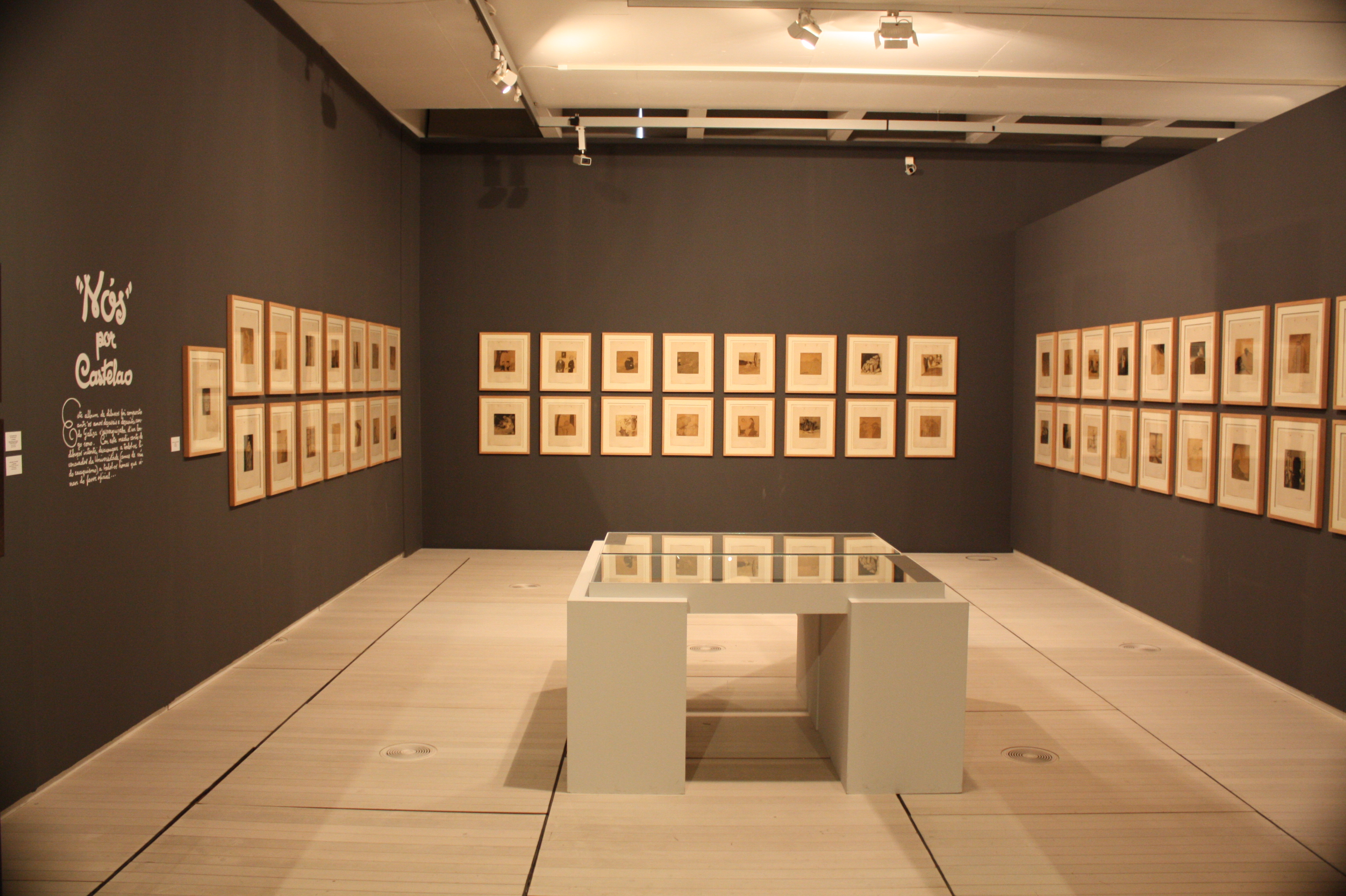
Sala de exposición del Álbum Nós por Castelao en el Museo de Pontevedra

- Política. Las escenas que Castelao empleó como forma de mostrar su compromiso político son imágenes directas de la guerra, los mártires, el exilio y la dureza del devenir de la Galicia de mediados del siglo XX. Obras como Galiza Mártir, Atila en Galiza o Milicianos son un ejemplo clave de esta pretensión comunicativa.[54] Existen múltiples sobre la crudeza de la guerra como la lámina Arriba os pobres do mundo (arriba los pobres del mundo) de sus álbumes de guerra, en la cual su protagonista aparece con el puño en alto con un gesto de estar gritando momentos previos a ser fusilado en el paredón. Si la guerra en gran parte de la Historia del Arte es un símbolo heroico y de demostración de dignidad en la defensa de ideales, en la obra de Castelao se muestra la desesperación y tortura a los perdedores, especialmente a través de la figuras femeninas.[55] Tras escenas como estas se muestra la sucesiva muerte con sus mártires como acontece en la lámina Este door non se cura con resiñación (este dolor no se cura con resignación) en la que el fusilado aparece tendido en el suelo siendo sujetado por una mujer que puede ser su madre en una composición que buen recuerda a la Piedad. Sin embargo, la guadaña a los en el suelo a la derecha recuerda al poema A xustiza pola man de Rosalía de Castro, en el que se insta la tomar acción ante las injusticias.[56] Otro de los grandes núcleos temáticos sobre la política y sus implicaciones en la obra pictórica de Castelao es el exilio y la inmigración. Este se muestra tanto en la idea de la creación de una comunidad gallega fuera de Galicia creando una identidad colectiva así como a través de representación que aquellos que se quedan, anclados a los recuerdos, especialmente de las mujeres llamadas “viudas de vivos” que esperanzadas como Penélope esperan a que algún día sus seres queridos regresen.[57]

- Enfermedad. Este tema en su obra no es tan frecuente en comparación con otros, a pesar de su formación inicial como médico. Aun así en sus obras se aprecian diferentes manifestaciones relacionadas con la enfermedad, especialmente la locura y la ceguera. Las primeras muestras en cuanto a la representación de la enfermedad lo hace en dibujos como O Home que chegou a ser feliz en vid, publicada en Cincuenta homes por dez reais (1930), en la que aparecen diferentes personajes en un manicomio. Se ha podido pensar en éste, estaba representando el manicomio de Conxo, en Santiago de Compostela, lugar con el que tenía familiaridad al conocer al director del centro. Sin embargo la forma de mostrar la locura todavía es muy superficial. Sin embargo, poco a poco se va preocupando más en la condición de la salud mental como ya se aprecia en cobras como A tola do monte (la loca del monte) en la que se pone plasma sus experiencias como médico rural así como la falta de conocimientos de la sociedad en cuanto al tratamiento de este tipo de dolencias. En O enfeitizado (el hechizado) relata sus recuerdos acudiendo al santuario gallego de Belvís, donde supuestamente se curaban las depresiones nerviosas o el mal de ojo.[58]

Ainda era eu médico rural e rubía por un camino da serra. Os casales estaban lonxe, os alboredos tamén en por alí non había mais que toxos e pedras. No curuto avistei a figura dunha muller que me chamaba coa man, e o petrucio que camiñaba da par do meu cabalo contoume:
-¡Malpocadiña! Chámanlle a tola do monte. Era una rapaza ben asisada e bonita coma un sol e din que foi una meiga quen a enfeitizóu e dispois de perdelo xuicio tívolle un fillo e contan que foi do demo....
Por riba da tola do monte voaba un miñato.

Fragmento de Cousas. 
Como se ha citado, otro de los temas importantes en cuanto a la enfermedad en la obra de Castelao es el de la ceguera. En el Museo de Pontevedra se conserva un dibujo a lápiz titulado Como na parábola de Pieter Bruegel. La ceguera en su obra adquiere múltiples significados siendo los principales: un mensaje profético y una herramienta de solidaridad para retratar la desgracia de los más desfavorecidos. Desde 1905 es cuando comienza a realizar caricaturas y dibujos con estos protagonistas que en a partir de 1909 pasarán a acuarelas y óleo, recordando a famosos artistas como Teniers y Bruegel el Viejo. Estas obras son un reflejo del compromiso con el más desfavorecido.
- Niños. los niños en la obra de Castelao son personajes representados en diferentes espacios (escuela, hogar, trabajo, etc.) son un sujeto vínculo a las circunstancias sociopolíticas del momento. Estas estampas aportan un gran contenido informativo y documental sobre la infancia, en especial, en el ámbito rural a principios del siglo XX. Se representa en múltiples ocasiones a niños desamparados que para sobrevivir deben trabajar, especialmente en actividades agrarias y ganaderas al cuidado de animales como vacas o terneras. La miseria infantil la manifiesta también con niños durmiendo solos en las calles. Otra representación de la etapa primaria es la de los niños en la escuela, con su falta de atracción hacia ella especialmente por la cuestión idiomática.[60]

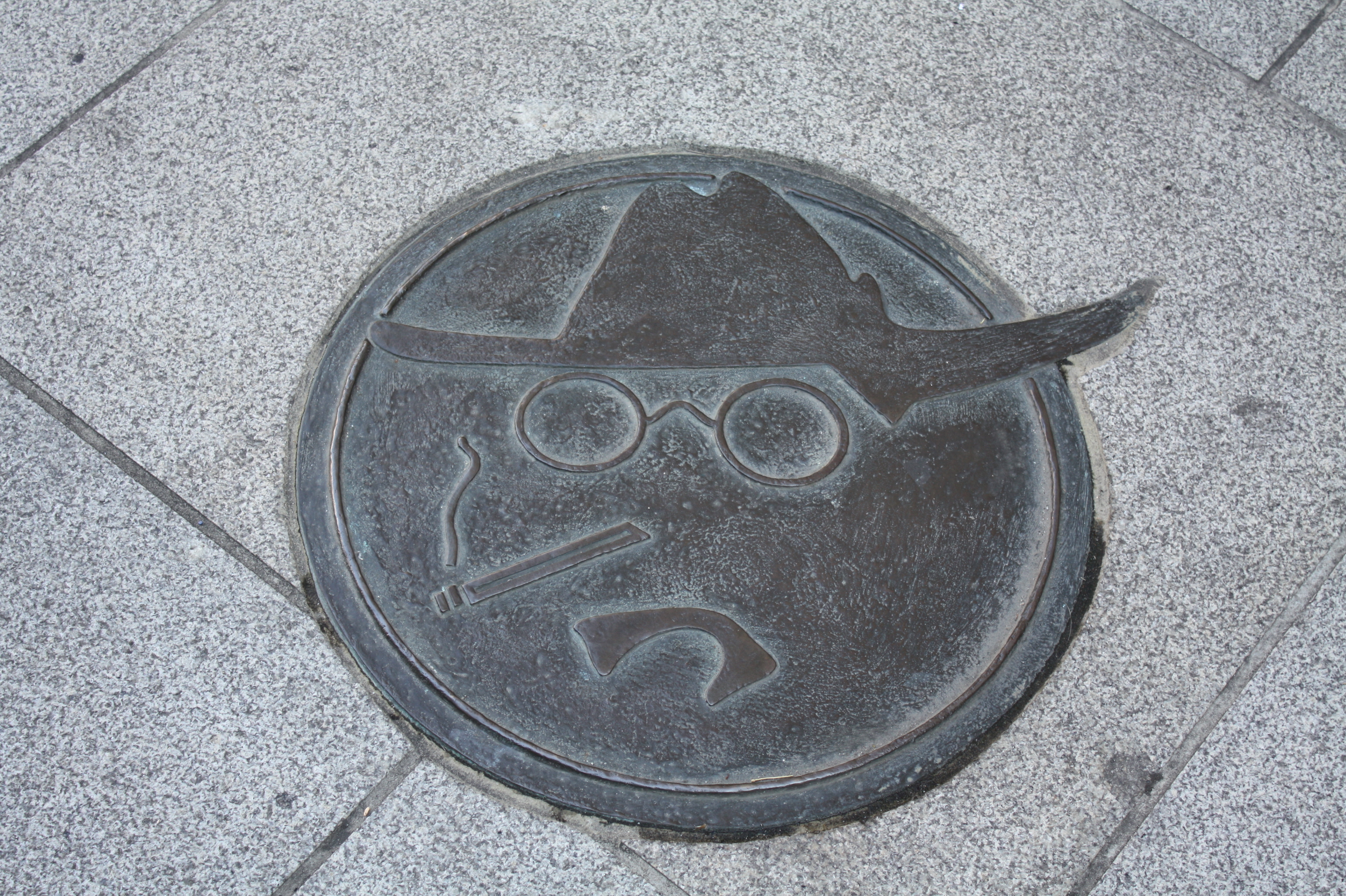
Placa conmemorativa en Pontevedra basada en una de sus autocaricaturas.

- Autocaricaturas. este tipo de producciones son una de las más características de su obra, en las que se representa como un artista poliédrico con un mensaje claro y definido de lo que quiere presentar al público acerca de él mismo. En primeras autocaricaturas se representa realizando múltiples actividades como tocando instrumentos o en tareas cotidianas. Aunque en esta aparente inocencia ya se dejan ver señas identitarias que se perpetuarán con posterioridad como su vestimenta, elegante y trajeada siempre acompañadas de su inseparables gafas redondas. Aparte de su vestimenta también es recurrente la forma en la que estiliza su anatomía, muy alta y delgada. Esta exageración es patente en caricaturas como las del día de su boda con Virxinia Pereira Renda, en las que se aprecia el contraste entre ambos personajes. A medida que transcurre el tiempo su personificación se va definiendo y elige atributos inseparables como el sombrero de ala ancha, los rasgos faciales casi difuminados y la curvatura de su espalda reforzada por un traje negro casi como si de un bloque unitario se tratase. A esta configuración vanguardista le acompañan elementos secundarios como un cigarro o una pajarita al igual que lo hicieron Walter Gropius o Le Corbusier. Esta síntesis de elementos unifican iconográficamente la asociación inequívoca a su persona que todavía hoy pervive.[61]

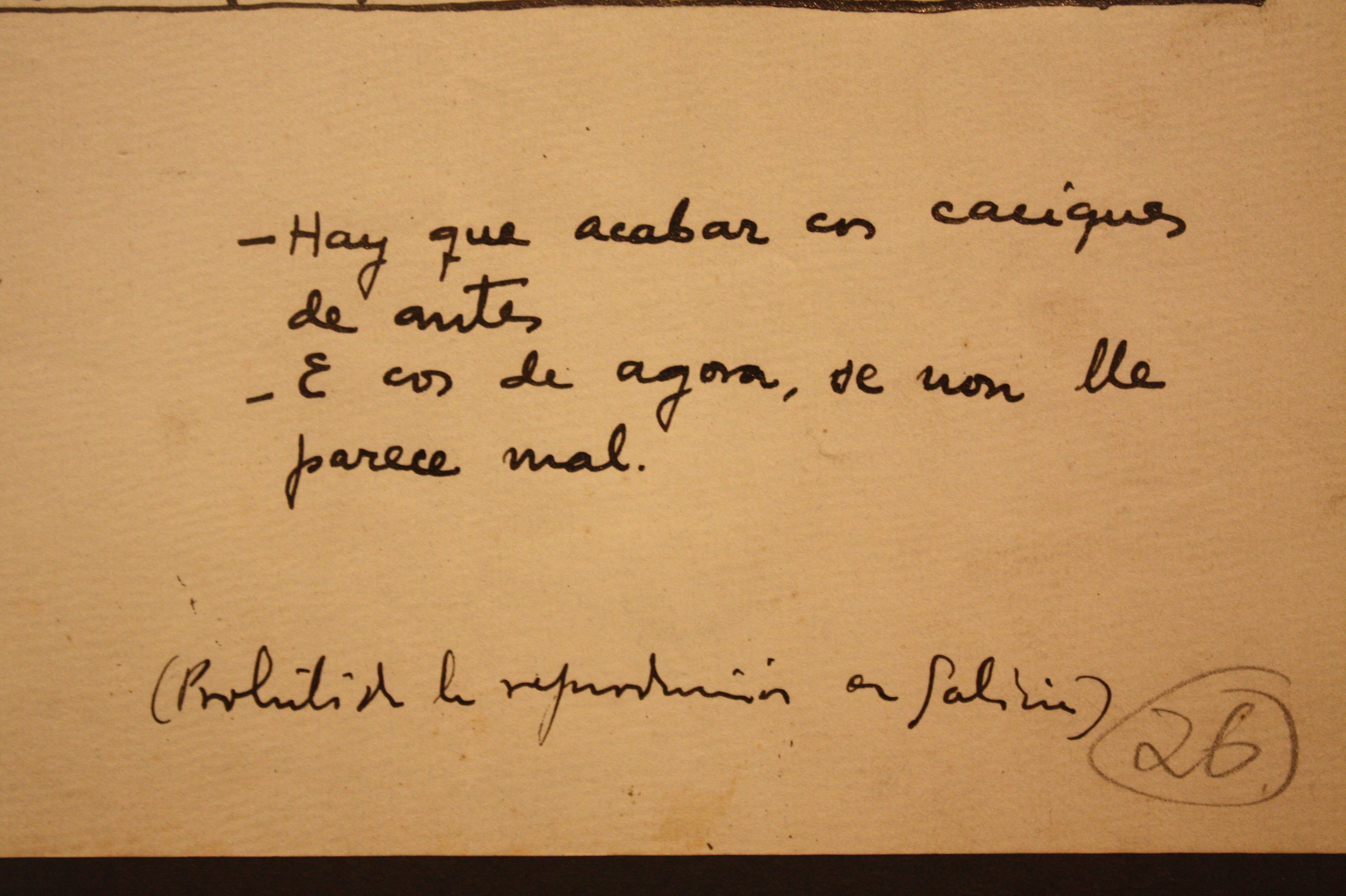
En el pie de un dibujo en el que dos paisanos hablan de acabar con los caciques, el censor anota la prohibición de su reproducción en Galicia.

En su álbum Nós se muestra una colección de dibujos que datan de 1916 a 1918. Los últimos álbumes son la expresión de los horrores de la guerra civil.
- Álbum Nós (exposición, 1920; edición impresa, 1931). Editorial Galaxia, 1984. ISBN 978-84-7154-468-1
- Cincoenta homes por dez reás (1925). Editorial Galaxia, 2015. ISBN 978-84-9865-659-6
- Cousas da vida (1925). Editorial Galaxia, 1999. ISBN 978-84-7154-690-6
- Galicia mártir (1937). Ediciones Akal, 1989. ISBN 978-84-7600-473-9
- Atila en Galicia (1937). Ediciones Akal, 2004. ISBN 978-84-7339-323-2
- Milicianos (1938). Ediciones Akal, 1989. ISBN 978-84-7600-476-0
- Debuxos de negros
- Cegos: os meus compañeiros

### Sellos de correos
Castelao diseñó tres sellos de correos en 1939 para la República Española. Estos sellos eran para correo de campaña, para recaudar fondos para la república. Están catalogados como NE (no expedidos), números NE 47, NE 52 y NE 54 tienen valor de 10 céntimos, 70 céntimos y 90 céntimos, respectivamente.
- El NE 47, de 10 céntimos es de color violeta, representa una pareja de labriegos sentados junto a un hórreo con el texto: Supervivientes.[62]
- El NE 52, de 70 céntimos es de color castaño, representa a una mujer rezando arrodillada frente a un crucero. El texto pone: ¡Queman, roban y asesinan en tu nombre![63]
- El NE 54, de 90 céntimos es de color azul oscuro, representa a dos niños llorando frente a un muerto, que representa al también gallego fusilado en 1936 Alexandre Bóveda. El sello tiene el texto: La última lección del maestro.[64]

## Aportes pedagógicos

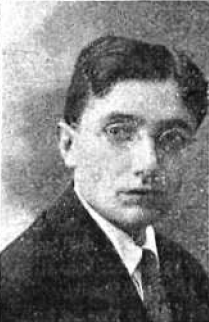
Castelao hacia 1912

Castelao fue profesor en el Instituto de Pontevedra en 1919. Además, intentó en todo momento visibilizar y reivindicar tanto la situación educativa del momento como la situación que vivían los niños.
Cumplió con su labor en obras como: A derradeira leición do mestre. El tema de la obra es un profesor que fue asesinado en la guerra civil española ante unos niños que se lamentan conmocionados. Es una escena trágica, llena de tristeza y denuncia. Pretende homenajear tanto el papel de los profesores de Galicia como la importante labor que hicieron en una época de gran precariedad de medios en la enseñanza y sin material pedagógico. Su objetivo era intentar cambiar esta situación y conseguir una mayor alfabetización de la población y, sobre todo, que las clases sociales más desfavorecidas tuviesen también acceso a la educación, y en gallego. Nos muestra los avances que se realizaron gracias al esfuerzo e implicación personal enorme de estos docentes para asentar las bases de la educación pública, tal y como hoy la conocemos, con una transformación con ideas pedagógicas renovadoras que se vio truncada con la explosión de la Guerra Civil.
En Cousas dos nenos le dio visibilidad a la vida de los niños y de las niñas de la época. Las estampas que componen el libro se encuentran en distintos ámbitos temáticos y suponen un diagnóstico lúcido y crítico sobre determinadas problemáticas que inciden en el mundo del niño y en la Galicia de su tiempo. Él considera que la escuela es el marco de socialización fundamental de la infancia. En varias estampas, nos quiere transmitir algunos de los aspectos más relevantes que conciernen al sistema educativo gallego del momento, a las problemáticas que padecieron. Criticaba tanto los métodos de enseñanzas primarias como el tipo de profesores. Se enfocó sobre todo en esto último, hablando del distanciamiento que había entre el profesorado y el alumnado —muchas veces por el idioma—. Además, también hablaba de las consecuencias que esto traía consigo: la falta de interés y desvalorización de la educación, las altas tasas de analfabetismo y el absentismo escolar. Criticó también el método de aprendizaje basado simplemente en la memorización de contenidos y también por la pedagogía violenta que ejercían algunos maestros que aterraban a los niños. Castelao pretende enseñarnos que la situación era tan grave que los niños no querían ir a la escuela.

## Documental sobre Castelao
Jorge Preloran con la codirección de Manolo Ferrol que tuvo a su cargo la filmación en Galicia, dirigieron la película documental de Argentina Castelao (Biografía de un ilustre gallego) filmada 16 mm. en blanco y negro sobre el guion de Antonio Pérez Prado según una idea de Valentín Fernández que se estrenó en 1980. La locución fuera de pantalla es de Luis Medina Castro y la voz de Castelao estuvo a cargo de Alfredo Baltar. Antonio Pérez Prado y elaboró el libreto con frases tomadas de libros, discursos, artículos, cartas particulares, diarios íntimos que tradujo del gallego. Visualmente se usaron para el filme centenares de dibujos, materiales de libros, documentos cedidos por la colectividad, noticieros y una vieja película que muestra a Castelao en Buenos Aires en sus últimos diez años de vida, que se agrega al final, cuando ya el personaje se ha vuelto entrañable.

## Bibliografía

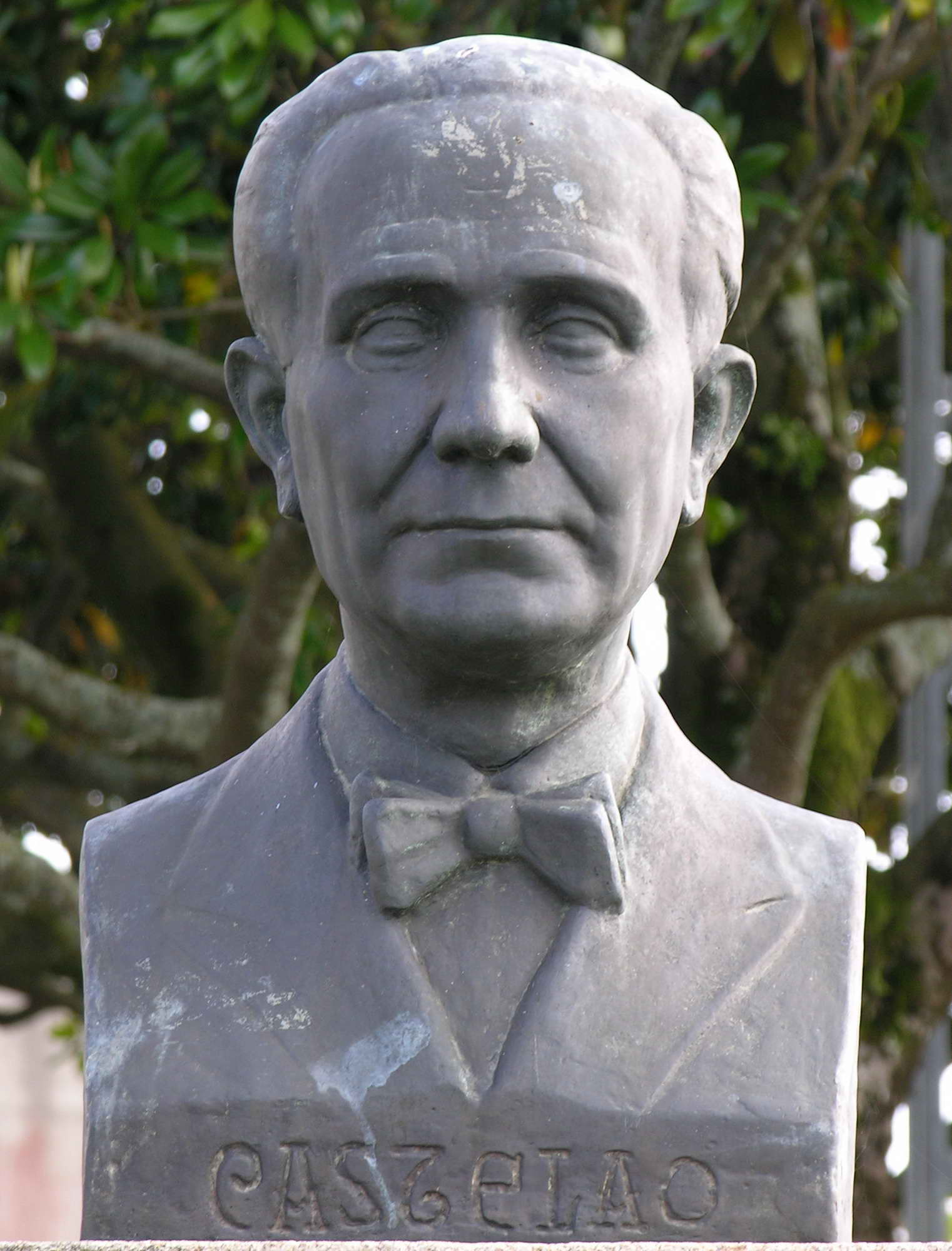
Estatua de Castelao en su localidad natal, Rianjo, de José Escudero Couceiro.